# Actinostemon amazonicus
Actinostemon amazonicus är en törelväxtart som beskrevs av Ferdinand Albin Pax och Käthe Hoffmann. Actinostemon amazonicus ingår i släktet Actinostemon och familjen törelväxter. Inga underarter finns listade i Catalogue of Life.